# 이한규 묘역
이한규 묘역은 대한민국 경기도 부천시 오정구 여월동에 있다. 2004년 5월 27일 부천시의 향토문화재 제4호로 지정되었다.

## 개요
이한규 묘역(李漢珪 墓域)은 부천시향토유적 제4호로 소재지는 경기도 부천시 오정구 여월동 328번지이다.
세종대왕의 9남 충경공(忠景公) 화의군(和義君) 휘(諱) 영(瓔)의 6世孫 좌찬성(左贊成) 이한규(李漢珪, 1662~1729) 선생의 업적을 추모하기 위한 묘이다. 선생은 조선 현종 3년(1662년) 세종대왕의 대세손인 상지(尙志)와 언양김씨 사이에서 독자로 태어났다. 숙종 2년(1676년) 무과에 급제하여 내,외의 관직을 두루 거치고 아장(포도대장, 도감중군, 어영중군, 병조참판의 총칭) 및 정헌대부 형조판서 지중추부사겸(正三品) 오위도총관등을 지냈다.
선생의 성품은 독실하고 공(公)을 위해 사사로움을 버렸으며, 정사를 다스림에 있어서 명백하고 엄격하였다. 감영이나 읍과 진을 잘다스려 백성이 한결같이 믿고 따르면서 가는 곳마다 비석을 세워 그가 떠나가는 감회를 적어 덕을 칭송하였다.
영조4년(1728년) 영남에 난적이 창궐할 때 왕의 친위병을 이끌고 남하하여 오랑캐의 무리 가운데로 들어가 평정하였다. 영조 5년(1729년) 68세를 일기로 타계하여 숭정대부 의정부 좌찬성에 추증되시고 양주에서 장사를 지냈다가, 14년 후 영조19년(1743년) 여름 현재의 부천시 오정구 여월동으로 이장하였다. 묘 앞에는 묘비석, 상석, 혼유석, 장명등, 망주석 등의 석물들이 갖추어져 있다.
장명등은 일본인이 훔쳐가는 것을 빼앗아 세워놓았으나 묘역에 있던 사당(祠堂)은 소실되었고, 하마비(下馬碑)는 도굴되어 없어졌다. 현재 경상남도 진주성(촉석루)에 경상우도 병마절도사 재직 때의 선정(善政)과 공덕(功德)을 기리는 청덕선정비(淸德善政碑)가 세워져 공(公)의 자(子) 휘(諱) 여적(汝迪), 증손(曾孫) 휘(諱) 문철(文喆), 현손(玄孫) 휘(諱) 신경(身敬)의 거사불망비(去思不忘碑)와 함께 나란히 보전돼 오고 있다.